# Производная Ли
Производная Ли тензорного поля {\displaystyle Q} по направлению векторного поля {\displaystyle X} — главная линейная часть приращения тензорного поля {\displaystyle Q} при его преобразовании, которое индуцировано локальной однопараметрической группой диффеоморфизмов многообразия, порождённой полем {\displaystyle X}.
Названа в честь норвежского математика Софуса Ли.
Обычно обозначается {\displaystyle {\mathcal {L}}_{X}Q}.

## Определения

### Аксиоматическое
Производная Ли полностью определяется следующими своими свойствами.
Такое определение наиболее удобно для практических вычислений, но требует доказательства существования.
- Производная Ли {\displaystyle {\mathcal {L}}_{X}f} от скалярного поля {\displaystyle f} есть производная {\displaystyle f} по направлению {\displaystyle X}.
{\displaystyle {\mathcal {L}}_{X}f=Xf.}
- Производная Ли {\displaystyle {\mathcal {L}}_{X}Y} от векторного поля {\displaystyle Y} есть скобка Ли векторных полей. (Производная Ли от поля {\displaystyle Y} по направлению поля {\displaystyle X}).
{\displaystyle {\mathcal {L}}_{X}Y=[X,Y].}
- Для произвольных векторных полей и 1-формы {\displaystyle \alpha } выполняется равенство (тождество Картана)
{\displaystyle ({\mathcal {L}}_{X}\alpha )(Y)=(d\alpha )(X,Y)+Y\alpha (X).}
- (правило Лейбница) Для произвольных тензорных полей S и T выполняется
{\displaystyle {\mathcal {L}}_{X}(S\otimes T)=({\mathcal {L}}_{X}S)\otimes T+S\otimes ({\mathcal {L}}_{X}T).}
- {\displaystyle {\mathcal {L}}_{X}(S+T)={\mathcal {L}}_{X}S+{\mathcal {L}}_{X}T} (линейность)

### Через поток
Пусть {\displaystyle M} — {\displaystyle n}-мерное гладкое многообразие и {\displaystyle X} — векторное поле на {\displaystyle M}.
Рассмотрим поток {\displaystyle \Gamma _{X}^{t}\colon M\to M} по {\displaystyle X}, определяемый соотношениями
{\displaystyle {\frac {d}{dt}}\Gamma _{X}^{t}(p)=X_{\Gamma _{X}^{t}(p)},\Gamma _{X}^{0}(p)=p}.
Обратное отображение к дифференциалу {\displaystyle \Gamma _{X}^{t}},
{\displaystyle (d_{p}\Gamma _{X}^{t})^{-1}\colon T_{\Gamma _{X}^{t}(p)}\to T_{p}}
однозначно продолжается до гомоморфизма {\displaystyle h_{t}} алгебры тензоров над {\displaystyle T_{\Gamma _{X}^{t}(p)}} в алгебру тензоров над {\displaystyle T_{p}}.
Таким образом, произвольное тензорное поле {\displaystyle Q} определяет однопараметрическое семейство полей {\displaystyle Q_{t}=h_{t}(Q)}.
Производная Ли может быть определена как
{\displaystyle {\mathcal {L}}_{X}Q={\frac {d}{dt}}Q_{t}|_{t=0}}

## Выражения в координатах
{\displaystyle {\mathcal {L}}_{\xi }f=\xi ^{k}\partial _{k}f,}
где {\displaystyle f} — скаляр.
{\displaystyle {\mathcal {L}}_{\xi }y=\xi ^{k}\partial _{k}y^{i}-y^{k}\partial _{k}\xi ^{i},}
где {\displaystyle y} — вектор, а {\displaystyle y^{i}} — его компоненты.
{\displaystyle {\mathcal {L}}_{\xi }\omega =\xi ^{k}\partial _{k}\omega _{i}+\omega _{k}\partial _{i}\xi ^{k},}
где {\displaystyle \omega } — 1-форма, а {\displaystyle \omega _{i}} — её компоненты.
{\displaystyle {\mathcal {L}}_{\xi }g=\xi ^{k}\partial _{k}g_{ij}+\partial _{i}\xi ^{k}g_{kj}+\partial _{j}\xi ^{k}g_{ik},}
где {\displaystyle g} — метрический тензор, а {\displaystyle g_{ij}} — его компоненты.

## Производная Ли для тензорного поля в неголономном репере
Пусть тензорное поле К типа (p, q) задано в неголономном репере {\displaystyle \{e_{\alpha }\}}, тогда его производная Ли вдоль векторного поля Х задаётся следующей формулой:
{\displaystyle ({\mathcal {L}}_{X}K)_{(\beta )}^{(\alpha )}=XK_{(\beta )}^{(\alpha )}-\{K_{(\beta )}^{(\alpha )}P_{*}^{*}\}},
где {\displaystyle (\alpha )=(\alpha _{1}...\alpha _{p}),(\beta )=(\beta _{1}...\beta _{q})} и введены следующие обозначения:
{\displaystyle \{K_{(\beta )}^{(\alpha )}P_{*}^{*}\}=\sum _{s=1}^{p}K_{(\beta )}^{\alpha _{1}...\sigma ...\alpha _{p}}P_{\sigma }^{\alpha _{s}}-\sum _{s=1}^{q}K_{\beta _{1}...\sigma ...\beta _{q}}^{(\alpha )}P_{\beta _{s}}^{\sigma }},
{\displaystyle P_{\beta }^{\alpha }=e_{\beta }\xi ^{\alpha }-R_{\sigma \beta }^{\alpha }\xi ^{\sigma }}
{\displaystyle R_{\alpha \beta }^{\sigma }e_{\sigma }=[e_{\alpha },e_{\beta }]} — объект неголономности.

## Свойства
- {\displaystyle {\mathcal {L}}_{X}(s)} {\displaystyle \mathbb {R} }-линейно по {\displaystyle X} и по {\displaystyle s}. Здесь {\displaystyle s} — произвольное тензорное поле.
- Производная Ли — дифференцирование на кольце тензорных полей.
- На супералгебре внешних форм производная Ли является дифференцированием и однородным оператором степени 0.
- Пусть {\displaystyle v} и {\displaystyle u} — векторные поля на многообразии, тогда {\displaystyle [{\mathcal {L}}_{v},{\mathcal {L}}_{u}]={\mathcal {L}}_{v}{\mathcal {L}}_{u}-{\mathcal {L}}_{u}{\mathcal {L}}_{v}} есть дифференцирование алгебры {\displaystyle C^{\infty }(M)}, поэтому существует векторное поле {\displaystyle [v,u]}, для которого {\displaystyle {\mathcal {L}}_{[v,u]}=[{\mathcal {L}}_{v},{\mathcal {L}}_{u}]}. Это векторное поле называется скобкой Ли полей u и v (также их скобкой Пуассона или коммутатором).
- Формула гомотопии (тождество Картана): 
{\displaystyle {\mathcal {L}}_{v}\omega =i_{v}d\omega +di_{v}\omega .}

Здесь {\displaystyle \omega } — дифференциальная {\displaystyle k}-форма, {\displaystyle i_{v}} — оператор внутреннего дифференцирования форм, определяемый как {\displaystyle (i_{v}\omega )(X_{1},\dots ,X_{k-1})=\omega (v,X_{1},\dots ,X_{k-1})}.
- Как следствие, {\displaystyle {\mathcal {L}}_{X}d\omega =d{\mathcal {L}}_{X}\omega ,\;\omega \in \Lambda ^{*}(M)}
- {\displaystyle {\mathcal {L}}_{X}(s)=\mathop {vpr} _{F}(Ts\circ X-X^{F}\circ s)}. Здесь {\displaystyle s} — гладкое сечение (естественного) векторного расслоения {\displaystyle F} (например, любое тензорное поле), {\displaystyle X^{F}} — поднятие векторного поля {\displaystyle X} на {\displaystyle F}, {\displaystyle \mathop {vpr} _{F}} — оператор вертикального проектирования на {\displaystyle F}. (См. далее)

## Физический смысл производной Ли
Пусть векторное поле {\displaystyle V(x,t)} есть поле скоростей неинерциальной системы отсчёта относительно инерциальной системы отсчёта, то есть в каждой точке пространства {\displaystyle x} в каждый момент времени {\displaystyle t} определена скорость координатных сеток этих систем относительно друг друга. Тогда производная Ли вдоль векторного поля {\displaystyle V(x,t)} переносит производную по времени от каких-либо тензорных полей {\displaystyle Q(x,t)} из неинерциальной системы отсчёта в инерциальную, тем самым определяя инвариантную производную по времени от тензорных полей.

## Обобщения

### Естественные расслоения
Пусть {\displaystyle F} — естественное гладкое расслоение, то есть функтор, действующий из категории гладких многообразий в категорию расслоений над ними: {\displaystyle F\colon M\mapsto (F(M),M,\pi _{M}),\;\pi _{M}\colon F(M)\to M}. Произвольное векторное поле {\displaystyle X\in TM} порождает однопараметрическую группу диффеморфизмов {\displaystyle \Gamma ^{t}:M\to M}, продолжающуюся с помощью {\displaystyle F} на пространство расслоения {\displaystyle F(M)}, то есть {\displaystyle F(\Gamma ^{t}):F(M)\to F(M)}. Производная этой группы в нуле даёт векторное поле {\displaystyle X^{F}\in TF(M)}, являющееся продолжением {\displaystyle X}. Группа {\displaystyle F(\Gamma ^{t})} также позволяет определить производную Ли по {\displaystyle X} от произвольных сечений {\displaystyle s:M\to F(M)} по такой же формуле, как и в классическом случае:
{\displaystyle {\mathcal {L}}_{X}(s)=\left.{\frac {d}{dt}}\right|_{t=0}F(\Gamma ^{t})^{*}s=\left.{\frac {d}{dt}}\right|_{t=0}(F(\Gamma ^{-t})\circ s\circ \Gamma ^{t})}
{\displaystyle {\mathcal {L}}_{X}(s)=Ts\circ X-X^{F}\circ s}
Отметим, что в общем случае производная Ли является элементом соответствующего вертикального расслоения {\displaystyle VF(M)}, то есть ядра отображения {\displaystyle T\pi _{M}:TF(M)\to TM}, так как {\displaystyle T\pi _{M}\circ {\mathcal {L}}_{X}(s)=0_{M}}. Если {\displaystyle F} — векторное расслоение, то существует канонический изоморфизм {\displaystyle vl:F(M)\times _{M}F(M)\simeq VF(M)}. Оператор вертикального проектирования {\displaystyle vpr_{F}=\mathrm {pr} _{2}\circ vl^{-1}} позволяет представить производную Ли как сечение исходного расслоения:
{\displaystyle {\mathcal {L}}_{X}(s)=\mathop {vpr} _{F}(Ts\circ X-X^{F}\circ s)}

### Производная Ли по формам
Другое обобщение основано на исследовании супералгебры Ли дифференцирований супералгебры внешних форм. Среди всех таких дифференцирований особенно выделяются так называемые алгебраические, то есть те, которые равны 0 на функциях. Любое такое дифференцирование имеет вид {\displaystyle i_{K}}, где {\displaystyle K\in TM\otimes \Lambda ^{*}(M)} — тангенциальнозначная форма, а оператор внутреннего дифференцирования {\displaystyle i_{K}} определяется по формуле {\displaystyle (\omega \in \Lambda ^{p+1}(M))}
{\displaystyle i_{K}\omega =\mathrm {Alt} (\omega \circ (K\otimes id^{\otimes p}))}
Здесь {\displaystyle \mathrm {Alt} } — операция альтернирования отображения по всем переменным. Производная Ли по векторнозначной форме {\displaystyle K} определяется через суперкоммутатор операторов:
{\displaystyle {\mathcal {L}}_{K}=[i_{K},d]}
Её значение определяется тем, что любое дифференцирование {\displaystyle D} супералгебры {\displaystyle \Lambda ^{*}(M)} однозначно представимо в виде {\displaystyle D={\mathcal {L}}_{K}+i_{S}}, где {\displaystyle K}, {\displaystyle S} — некоторые векторнозначные формы. Кроме того, по формуле {\displaystyle [{\mathcal {L}}_{K},{\mathcal {L}}_{S}]={\mathcal {L}}_{[K,S]}} можно ввести скобку Фролиха-Ниенхойса тангенциальнозначных форм.